# Allium cupani
Allium cupani är en amaryllisväxtart som beskrevs av Constantine Samuel Rafinesque. Allium cupani ingår i släktet lökar, och familjen amaryllisväxter.

## Underarter
Arten delas in i följande underarter:
- A. c. cupani
- A. c. cyprium